# Fondation du Docip
La Fondation du Docip (Centre de documentation, de recherche et d'information des peuples autochtones) est une institution suisse à but non lucratif, basée à Genève et disposant d’un bureau à Bruxelles. Son objectif est de soutenir les peuples autochtones dans la défense de leurs droits, essentiellement auprès des institutions onusiennes et européennes.

## Historique

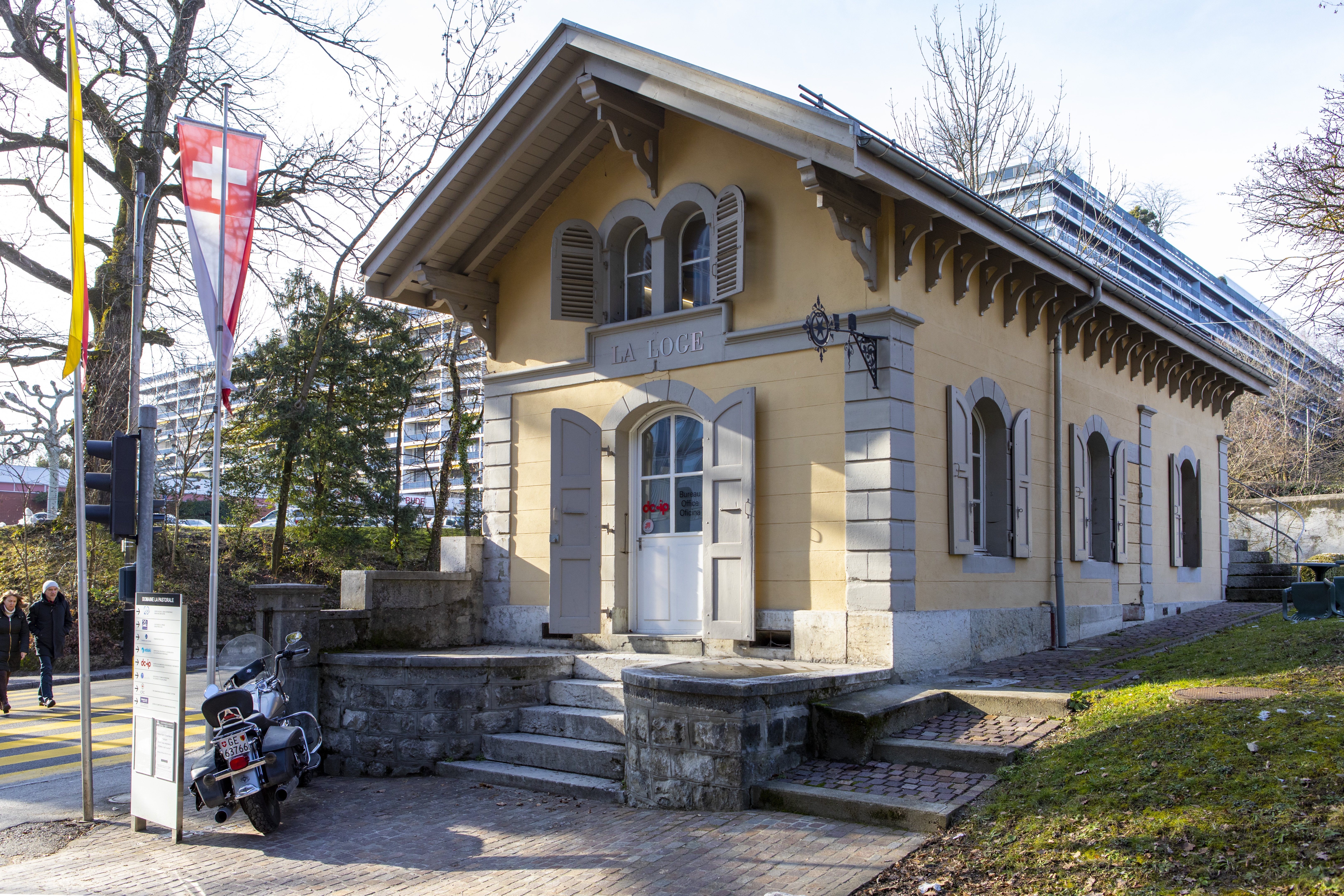
L'ancien bureau du Docip à Genève, situé sur le domaine de la Pastorale.

Le Docip a été créé en 1978 à l'initiative des délégations autochtones participant à la première Conférence internationale relative aux droits des peuples autochtones, qui a eu lieu aux Nations unies (Genève, 1977).
Créé comme association, le Docip est devenu en 1998 une fondation, soumise aux organes cantonaux et fédéraux de surveillance des fondations. Il est inscrit au Registre de transparence de l'Union Européenne et accrédité avec un statut Ecosoc consultatif aux Nations unies.
La Fondation du Docip veut soutenir les peuples autochtones dans la défense de leurs droits, et récolte à cette fin la documentation nécessaire. Ce service offert aux autochtones ne poursuit aucun but lucratif et ne veut en aucun cas se substituer à leur volonté
Quadrilingue, le Docip travaille en français, anglais, espagnol et russe.
En 2017, la collection du Docip intitulée “Déclarations faites par les peuples autochtones aux Nations Unies de 1982 à 2015 » a été reconnue par l'UNESCO comme un élément du patrimoine mondial et a été inscrite au registre international Mémoire du monde.

### Secrétariat technique

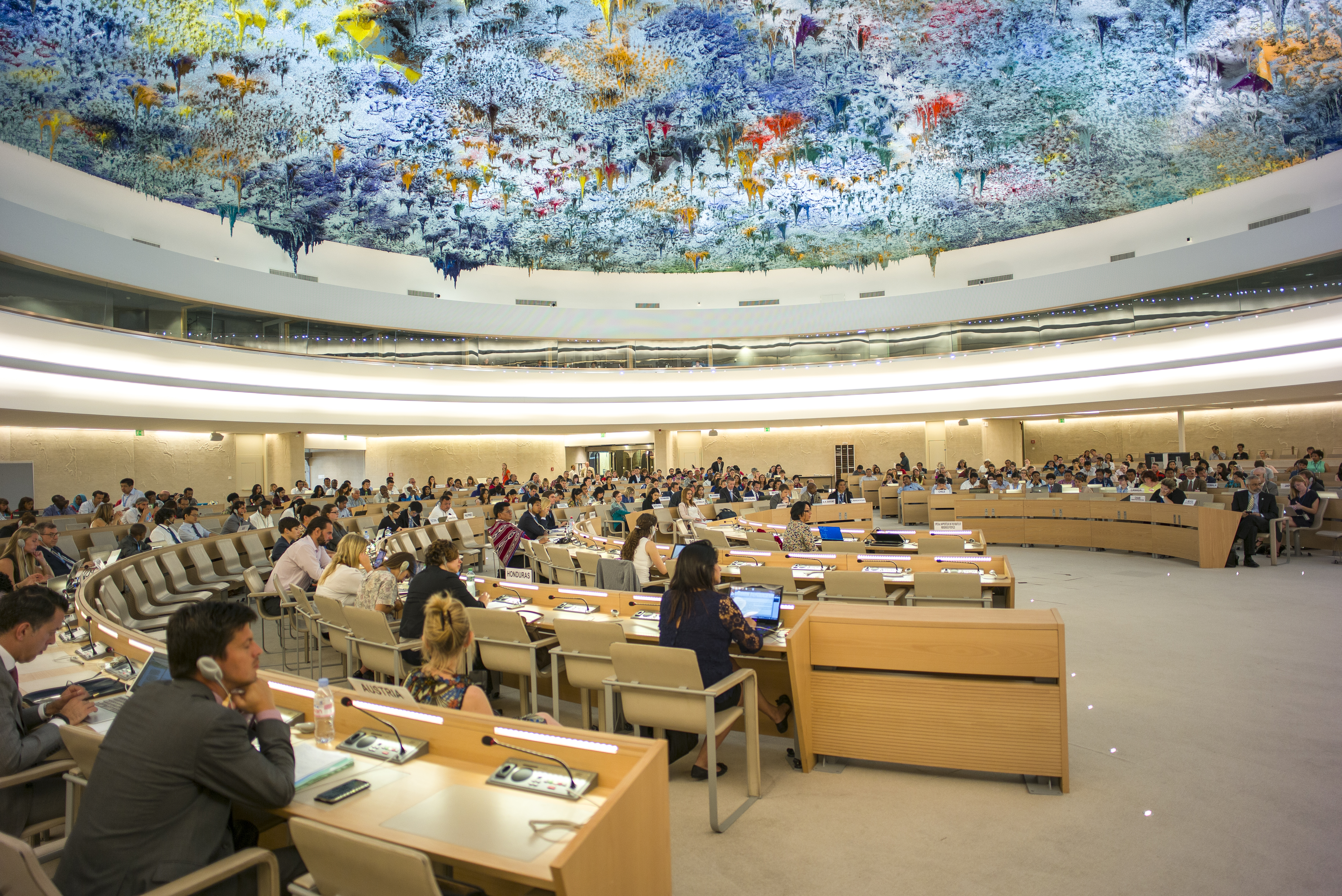
Session plénière 2015 du MEDPA dans la salle du Conseil des droits de l'homme à Genève.

Le secrétariat du Docip apporte une assistance technique aux représentants autochtones lors de différentes sessions des organes subsidiaires de l'ECOSOC, des organes subsidiaires du Conseil des droits de l'Homme et des organes chargés des droits de l'Homme dans le système des Nations unies qui traitent des questions autochtones.
Depuis 1978, le secrétariat technique du Docip a collaboré à :
- l'Instance permanente des Nations Unies sur les questions autochtones (IPNUQA).
- au Mécanisme d'experts sur les droits des peuples autochtones (MEDPA).
- au Forum sur les entreprises et les droits de l'Homme.
- au Comité intergouvernemental de la propriété intellectuelle relative aux ressources génétiques, aux savoirs traditionnels et au folklore[10] de l'Organisation mondiale de la propriété intellectuelle.
- Dans le cadre de certaines sessions du Conseil des Droits de l'Homme.

Le secrétariat technique du Docip offre la traduction et l'interprétation quadrilingue, la mise en place d’espaces de travail et de discussion pour les délégués autochtones, et la publication de documents informatifs sur les différents organes onusiens qui traitent des questions autochtones.

### Documentation

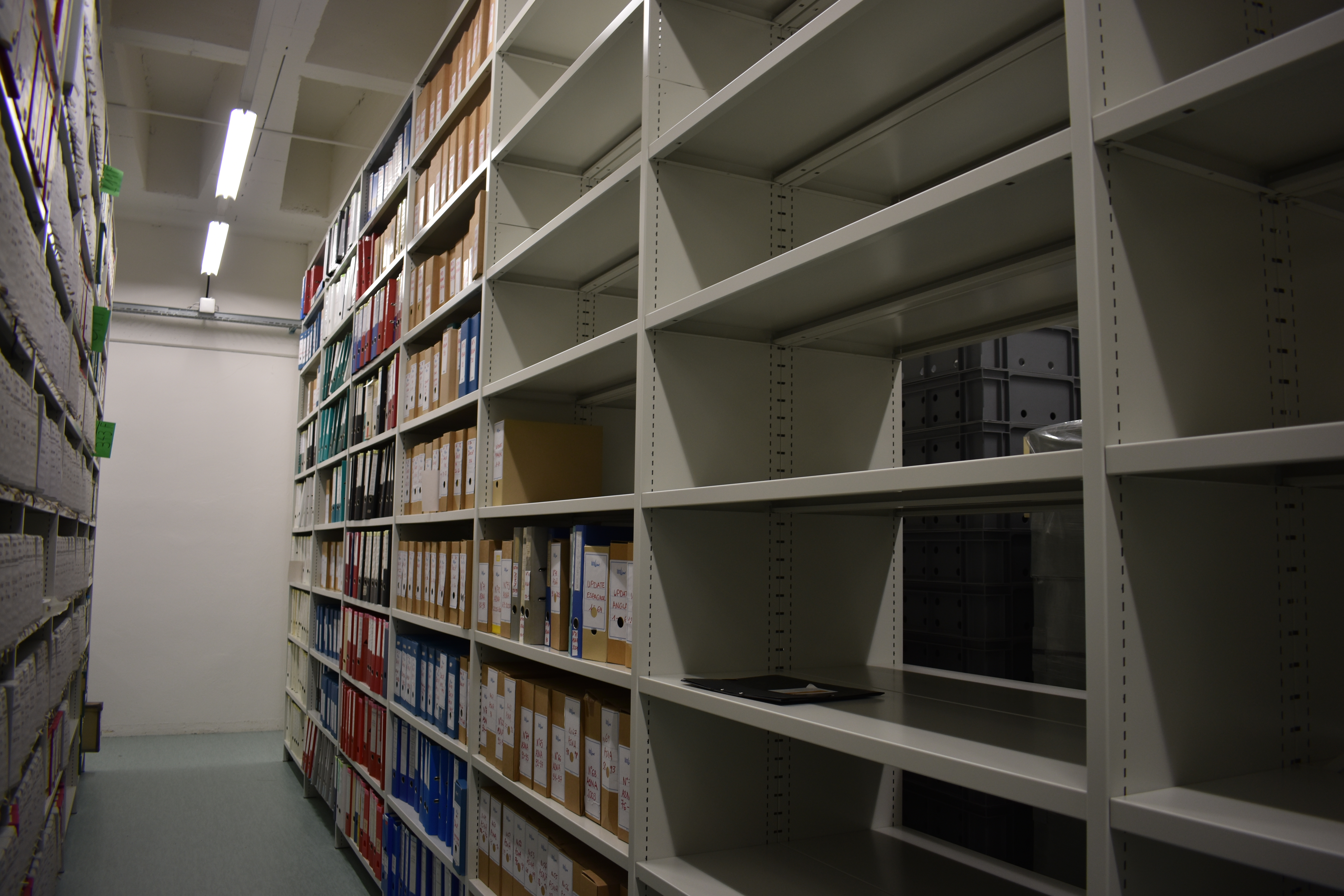
Archives du Docip conservées par le service des archives de la Ville de Genève

Le Centre de Documentation du Docip préserve des milliers de documents produits dans le cadre de conférences aux Nations unies à Genève et à New York tel que le MEDPAet l'IPNUQA
Ses archives recèlent un grand nombre d'interventions de représentants autochtones, afin de rendre ces textes accessibles à tous. Une partie importante des collections comprend des documents datant de la première session du Groupe de travail des Nations Unies sur les populations autochtones d’août 1982 et de nombreuses sessions ayant eu lieu jusqu'à nos jours,.
À ce jour, le Docip a numérisé en format texte plus de 10'000 documents: historiques et rapports majeurs, déclarations des représentants autochtones et d'autres acteurs internationaux ou gouvernementaux, diverses résolutions de l’Assemblée générale, etc.,
Ces documents sont disponibles sur un site internet dédié. Une grande partie des archives physiques est conservée dans les archives de la Ville de Genève.

#### Publications
Chaque année, le Docip publie l'Update, son journal d'information sur les droits des peuples autochtones. et envoyé aux communautés autochtones.
Par ailleurs, après chaque session de l'IPNUQA et du MEDPA, une "Note de synthèse" est publiée. Elle reprend la teneur des discussions tenues pendant ces conférences afin que les peuples autochtones qui ne disposent pas de représentants lors de ces conférences bénéficient d'informations à jour sur l'avancée des débats.
Le Docip publie une lettre d'information hebdomadaire dans ses quatre langues de travail. Cette communication inclut la majorité des principaux processus internationaux en cours et à venir, ainsi que toutes les échéances liées à la demande des accréditations ou au dépôt des candidatures visant à obtenir un soutien financier pour y assister.

#### Médias Sociaux
Le Docip est actif sur Facebook et sur Twitter.

#### Formations sur la défense des droits humains
Le Docip organise des formations sur les questions de Droits de l'Homme, afin de donner des outils aux délégués autochtones issus du monde entier, afin qu’ils puissent se prévaloir de leurs droits, monter des dossiers efficaces sur les violations des droits humains, et prendre part aux mécanismes onusiens pour plus de reconnaissance. Ces formations portent aussi sur des thématiques spécifiques liées aux difficultés des personnes formées : gestion des produits toxiques, questions liées aux changements climatiques, droits humains et entreprises, migration.

#### Mémoire et histoire orale
Le projet de Mémoire et histoire orale du Docip vise améliorer la capacité des peuples autochtones à se faire entendre, en constituant des archives sur leur prise en compte internationale aux Nations unies. Il est aussi destiné à sauvegarder et à promouvoir leurs cultures orales, leurs savoirs traditionnels ainsi que leur transmission culturelle.
Le projet de Mémoire et histoire orale prend la forme d’ateliers pour jeunes autochtones sur différentes techniques d’entretiens et d’archivage destinées à la sauvegarde de leur mémoire communautaire et de la transmission générationnelle. Depuis la création de ce projet, trois ateliers ont eu lieu dans diverses régions du monde: en Amérique du Nord en 2015 (Dakota du Sud), en Amérique du Sud en 2016 (Argentine) et en Afrique en 2017 (Kenya). Un nouvel atelier est prévu dans la région Asie en 2020.

### Support stratégique

#### Conseil juridique lié aux processus onusiens
Chaque année, le Docip appuie les organisations autochtones pour le suivi des rapports et la recherche documentaire et facilite leur venue à Genève.
Par ailleurs le Docip fournit un service de soutien aux représentants autochtones pendant les conférences (IPQANU et MEDPA) afin de guider et répondre aux questions relatives aux mécanismes et processus internationaux.

#### Soutien devant les institutions européennes
Le bureau européen du Docip établi en 2016 à Bruxelles facilite les relations entre l'Union Européenne (UE) et les délégués autochtones. L'UE protège et promeut les droits humains, notamment en adoptant  de nombreux  documents de référence concernant les droits des peuples autochtones,, telle que la Résolution du Parlement européen de 2018 sur la violation des droits des peuples autochtones dans le monde. L’influence de l’UE s’exerce sur ses États membres mais aussi sur le monde entier via ses partenariats (économiques, de développement, etc.). Par ailleurs, l'UE, en tant qu'organisation régionale, applique et promeut les règles élaborées par les Nations unies.
Le bureau européen du Docip travaille en étroite collaboration avec le Docip à Genève sur trois axes principaux :
- Information: informer (via les différents canaux de communication du Docip) sur
  - le système européen de protection des droits humai
  - l'agenda européen
  - les possibilités d'action à mettre en œuvre pour répondre aux violations des droits humains.
- Connexion: relais d'information entre les délégués autochtones et les acteurs de l'UE lorsqu'une région ou une communauté autochtone connaît de graves difficultés, que ce soit des violations des droits humains ou des questions liées au développement, à l'environnement, à la situation économique ou sociale.
- Soutien au plaidoyer: assister les représentants autochtones qui souhaitent sensibiliser et impliquer les acteurs de l'UE aux enjeux autochtones, ou encore inciter l'UE à agir pour résoudre ou atténuer des violations subies par leur communauté, ou enfin collaborer avec l'UE et placer les problématiques autochtones au rang des priorités européennes.

## Récompenses et reconnaissance
En 2017, la collection des déclarations faites par les Peuples autochtones est entrée au registre Mémoire du Monde de l'UNESCO .